# Volcán Media Luna
Volcán Media Luna är en vulkan i Mexiko.   Den ligger i delstaten Nayarit, i den centrala delen av landet, 600 km väster om huvudstaden Mexico City. Toppen på Volcán Media Luna är 1 394 meter över havet, eller 139 meter över den omgivande terrängen. Bredden vid basen är 1,7 kilometer.
Terrängen runt Volcán Media Luna är varierad. Runt Volcán Media Luna är det ganska glesbefolkat, med 50 invånare per kvadratkilometer. Närmaste större samhälle är Tepic, 19,9 km nordväst om Volcán Media Luna. I omgivningarna runt Volcán Media Luna växer huvudsakligen savannskog.